# Earl of Cardigan

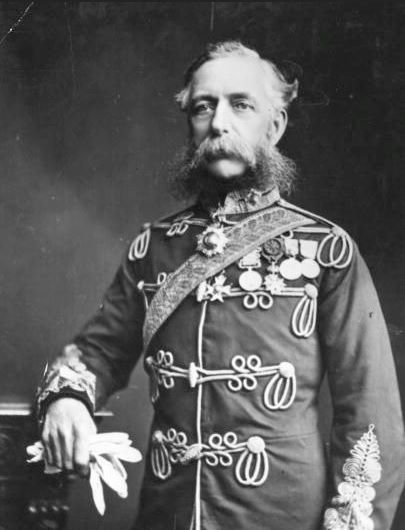
James Brudenell, 7. Earl of Cardigan

Ursprüngliches Wappen der Earls of Cardigan

Earl of Cardigan ist ein erblicher britischer Adelstitel in der Peerage of England, der aktuell vom Marquess of Ailesbury als nachgeordneter Titel geführt wird.

## Verleihung und nachgeordnete Titel
Der Titel wurde am 20. April 1661 für Thomas Brudenell, 1. Baron Brudenell geschaffen. Am 25. Februar 1628 war ihm bereits die Titel Baron Brudenell, of Stanton Wyvill in the County of Leicester, verliehen worden. Zudem war er am 29. Juni 1611 zum Baronet, of Deene in the County of Northampton erhoben worden. Alle genannten Titel gehören zur Peerage bzw. Baronetage of England. Die Baronie und Baronetcy werden seither als nachgeordnete Titel des Earls geführt.

## Weitere Titel
Der 4. Earl änderte 1749 seinen Nachnamen in Montagu und wurde 1766 zum Duke of Montagu und Marquess of Monthermer erhoben. Beide Titel erloschen bei seinem Tod im Jahr 1790. 1786 wurde ihm zudem der Titel Baron Montagu of Boughton, of Boughton in the County of Northampton verliehen. Dieser Titel fiel nach seinem Tod in weiblicher Linie an seinen Enkel Henry James Montagu-Scott (1776–1845). Alle drei Titel gehörten zur Peerage of Great Britain.
Der spätere 5. Earl war bereits am 17. Oktober 1780 zum Baron Brudenell, of Deene in the County of Northampton, erhoben worden. Der Titel gehörte zur Peerage of Great Britain und erlosch bei seinem Tod 1811.
Der 8. Earl of Cardigan trug bereits seit 1856 den Titel 2. Marquess of Ailesbury (Peerage of the United Kingdom, geschaffen 1821). Das Earldom Cardigan wird seither als nachgeordneter Titel des Marquess of Ailesbury geführt.

## Liste der Earls of Cardigan (1661)
- Thomas Brudenell, 1. Earl of Cardigan (um 1593–1663)
- Robert Brudenell, 2. Earl of Cardigan (1607–1703)
- George Brudenell, 3. Earl of Cardigan (1692–1732)
- George Brudenell/Montagu, 1. Duke of Montagu, 4. Earl of Cardigan (1712–1790)
- James Brudenell, 5. Earl of Cardigan (1715–1811)
- Robert Brudenell, 6. Earl of Cardigan (1760–1837)
- James Brudenell, 7. Earl of Cardigan (1797–1868)
- George Brudenell-Bruce, 2. Marquess of Ailesbury, 8. Earl of Cardigan (1804–1878)
- Ernest Brudenell-Bruce, 3. Marquess of Ailesbury, 9. Earl of Cardigan (1811–1886)
- George Brudenell-Bruce, 4. Marquess of Ailesbury, 10. Earl of Cardigan (1863–1894)
- Henry Brudenell-Bruce, 5. Marquess of Ailesbury, 11. Earl of Cardigan (1842–1911)
- George Brudenell-Bruce, 6. Marquess of Ailesbury, 12. Earl of Cardigan (1873–1961)
- Chandos Brudenell-Bruce, 7. Marquess of Ailesbury, 13. Earl of Cardigan (1904–1974)
- Michael Brudenell-Bruce, 8. Marquess of Ailesbury, 14. Earl of Cardigan (1926–2024)
- David Brudenell-Bruce, 9. Marquess of Ailesbury, 15. Earl of Cardigan (* 1952)

Titelerbe (Heir apparent) ist der Sohn des aktuellen Titelinhabers Thomas James Brudenell-Bruce, Earl of Cardigan (* 1982).